# Liste aktiver Generale und Admirale der Streitkräfte der Vereinigten Staaten
Die folgende Aufstellung listet alle im aktiven Dienst befindlichen Generale und Admirale der Streitkräfte der Vereinigten Staaten. Als General bzw. Admiral werden in den Vereinigten Staaten wie in vielen anderen Ländern die höchstmöglichen militärischen Dienstgrade in den Streitkräften des Heeres und der Luftwaffe (General) bzw. der Marine und der Küstenwache (Admiral) in Friedenszeiten bezeichnet; sie bilden – dem NATO-Rangcode OF-9 entsprechend – die Spitze der Dienstgradgruppe der Generalität.
Gesetzlich ist nur eine bestimmte Anzahl von Offizieren in entsprechenden Dienststellungen vorgesehen, allerdings kann die tatsächliche Anzahl umständehalber variieren (→ siehe Gesetzliche Rahmenbestimmungen). Von den insgesamt acht uniformierten Diensten der US-amerikanischen Bundesbehörden ist die National Oceanic and Atmospheric Administration der einzige ohne ausgewiesene 4-Sterne-Dienststellung.
Sofern nicht durch die Art der Dienststellung anders vorgegeben, folgt die Rangordnung unter Generalen und Admiralen dem Prinzip der Anciennität.

## Liste ausgewiesener Dienststellungen

### Verteidigungsministerium

#### Vereinigter Generalstab
| Insigne                 | Dienststellung                                           | Name                          | Bild                    | seit                    |
| Vereinigter Generalstab | Vereinigter Generalstab                                  | Vereinigter Generalstab       | Vereinigter Generalstab | Vereinigter Generalstab |
| ----------------------- | -------------------------------------------------------- | ----------------------------- | ----------------------- | ----------------------- |
|                         | Vorsitzender des Vereinigten Generalstabs (CJCS)         | Gen Dan Caine, USAF           |                         | 11. April 2025          |
|                         | Stellv. Vorsitzender des Vereinigten Generalstabs (VJCS) | Adm Christopher W. Grady, USN |                         | 20. Dezember 2021       |

#### Teilstreitkraftübergreifende Regional- und Funktionalkommandos
Die teilstreitkraftübergreifenden Regional- und Funktionalkommandos der US-Streitkräfte setzen sich aus Verbänden und Großverbänden mehrerer Teilstreitkräfte zusammen und decken je nach Auftrag unterschiedliche Verantwortungs- und Zuständigkeitsbereiche ab; operativ unterstehen sie über den US-Verteidigungsminister direkt dem Präsidenten der Vereinigten Staaten.
| Insigne | Dienststellung | Name                           | Bild | seit             |
| ------- | --- | ------------------------------ | ---- | ---------------- |
|         | Oberbefehlshaber U.S. Africa Command (USAFRICOM)                                                                             | Gen Michael E. Langley, USMC   |      | 9. August 2022   |
|         | Oberbefehlshaber U.S. Central Command (USCENTCOM)                                                                            | Gen Michael E. Kurilla, USA    |      | 1. April 2022    |
|         | Oberbefehlshaber U.S. European Command (USEUCOM); Supreme Allied Commander Europe (SACEUR)                                   | Gen Alexus G. Grynkewich, USAF |      | 1. Juli 2025     |
|         | Oberbefehlshaber U.S. Northern Command (USNORTHCOM) und North American Aerospace Defense Command (NORAD)                     | Gen Gregory M. Guillot, USAF   |      | 5. Februar 2024  |
|         | Oberbefehlshaber U.S. Indo-Pacific Command (USINDOPACOM)                                                                     | Adm Samuel Paparo, USN         |      | 3. Mai 2024      |
|         | Oberbefehlshaber U.S. Southern Command (USSOUTHCOM)                                                                          | Adm Alvin Holsey, USA          |      | 7. November 2024 |
|         | Oberbefehlshaber U.S. Special Operations Command (USSOCOM)                                                                   | Gen Bryan P. Fenton, USA       |      | 30. August 2022  |
|         | Oberbefehlshaber U.S. Strategic Command (USSTRATCOM)                                                                         | Gen Anthony J. Cotton, USAF    |      | 9. Dezember 2022 |
|         | Oberbefehlshaber U.S. Transportation Command (USTRANSCOM)                                                                    | Gen Randall Reed, USAF         |      | 4. Oktober 2024  |
|         | Oberbefehlshaber U.S. Cyber Command (USCYBERCOM), Direktor National Security Agency (NSA) und Central Security Service (CSS) | Gen Timothy D. Haugh, USAF     |      | 2. Februar 2024  |
|         | Oberbefehlshaber U.S. Space Command (USSPACECOM)                                                                             | Gen Stephen Whiting, USSF      |      | 10. Januar 2024  |

##### Stabsabteilungen
| Insigne                       | Dienststellung | Name                      | Bild          | seit           |
| Nationalgarde                 | Nationalgarde | Nationalgarde             | Nationalgarde | Nationalgarde  |
| ----------------------------- | --- | ------------------------- | ------------- | -------------- |
|                               | Stabschef der Nationalgarde (CNGB)                                                                                                   | Gen Steven Nordhaus, USAF |               | 2. August 2024 |
| Im Einsatz befindliche Kräfte | |                           |               |                |
|                               | Korea Befehlshaber United Nations Command (UNC), Republic of Korea – U.S. Combined Forces Command (CFC) und U.S. Forces Korea (USFK) | Gen Paul J. LaCamera, USA |               | 2. Juli 2021   |

#### Heer
| Insigne                                    | Dienststellung                                                | Name                                       | Bild                                       | seit                                       |
| Vorsitzende des Generalstabs der U.S. Army | Vorsitzende des Generalstabs der U.S. Army                    | Vorsitzende des Generalstabs der U.S. Army | Vorsitzende des Generalstabs der U.S. Army | Vorsitzende des Generalstabs der U.S. Army |
| ------------------------------------------ | ------------------------------------------------------------- | ------------------------------------------ | ------------------------------------------ | ------------------------------------------ |
|                                            | Vorsitzender des Generalstabs der U.S. Army (CSA)             | Gen Randy A. George, USA                   |                                            | 21. September 2023                         |
|                                            | Stellv. Vorsitzender des Generalstabs der U.S. Army (VCSA)    | Gen James J. Mingus, USA                   |                                            | 5. Januar 2024                             |
| Hauptkommandos der U.S. Army               |                                                               |                                            |                                            |                                            |
|                                            | Befehlshaber U.S. Army Forces Command (FORSCOM)               | Gen Andrew P. Poppas, USA                  |                                            | 8. Juli 2022                               |
|                                            | Befehlshaber U.S. Army Futures Command (AFC)                  | Gen James Rainey, USA                      |                                            | 4. Oktober 2022                            |
|                                            | Befehlshaber U.S. Army Materiel Command (AMC)                 | vakant                                     |                                            |                                            |
|                                            | Befehlshaber U.S. Army Training and Doctrine Command (TRADOC) | Gen Gary M. Brito, USA                     |                                            | 8. September 2022                          |
|                                            | Befehlshaber U.S. Army Europe and Africa (USAREUR-AF)         | Gen Christopher T. Donahue, USA            |                                            | 10. Dezember 2024                          |
|                                            | Befehlshaber U.S. Army Pacific (USARPAC)                      | Gen Ronald P. Clark, USA                   |                                            | November 2024                              |

#### Marine
| Insigne                                               | Dienststellung | Name                                                  | Bild                                                  | seit                                                  |
| Geschäftsbereich des Stabschefs für Marineoperationen | Geschäftsbereich des Stabschefs für Marineoperationen                                                                  | Geschäftsbereich des Stabschefs für Marineoperationen | Geschäftsbereich des Stabschefs für Marineoperationen | Geschäftsbereich des Stabschefs für Marineoperationen |
| ----------------------------------------------------- | --- | ----------------------------------------------------- | ----------------------------------------------------- | ----------------------------------------------------- |
|                                                       | Stabschef für Marineoperationen (CNO)                                                                                  | vakant                                                |                                                       |                                                       |
|                                                       | Stellv. Stabschef für Marineoperationen (VCNO)                                                                         | Adm James W. Kilby, USN                               |                                                       | 5. Januar 2024                                        |
|                                                       | Direktor Naval Nuclear Propulsion Program und Stellv. Leiter NNSA's Naval Reactors                                     | Adm William J. Houston, USN                           |                                                       | 10. Januar 2024                                       |
| Im Einsatz befindliche Kräfte                         | |                                                       |                                                       |                                                       |
|                                                       | Befehlshaber U.S. Fleet Forces Command (USFLTFORCOM)                                                                   | Adm Daryl Caudle, USN                                 |                                                       | 7. Dezember 2021                                      |
|                                                       | Befehlshaber United States Naval Forces Europe-Africa (USNAVEUR–NAVAF), Allied Joint Force Command Naples (JFC Naples) | Adm Stuart Munsch, USN                                |                                                       | 27. Juni 2022                                         |
|                                                       | Befehlshaber U.S. Pacific Fleet (USPACFLT)                                                                             | Adm Stephen Koehler, USN                              |                                                       | 4. April 2024                                         |

##### Marineinfanterie
| Insigne                            | Dienststellung                                  | Name                               | Bild                               | seit                               |
| Kommandanten des U.S. Marine Corps | Kommandanten des U.S. Marine Corps              | Kommandanten des U.S. Marine Corps | Kommandanten des U.S. Marine Corps | Kommandanten des U.S. Marine Corps |
| ---------------------------------- | ----------------------------------------------- | ---------------------------------- | ---------------------------------- | ---------------------------------- |
|                                    | Kommandant des U.S. Marine Corps (CMC)          | Gen Eric M. Smith, USMC            |                                    | 22. September 2023                 |
|                                    | Stellv. Kommandant des U.S. Marine Corps (ACMC) | Gen Christopher J. Mahoney, USMC   |                                    | 3. November 2023                   |

#### Luftwaffe
| Insigne                                         | Dienststellung | Name                                            | Bild                                            | seit                                            |
| Vorsitzende des Generalstabs der U.S. Air Force | Vorsitzende des Generalstabs der U.S. Air Force | Vorsitzende des Generalstabs der U.S. Air Force | Vorsitzende des Generalstabs der U.S. Air Force | Vorsitzende des Generalstabs der U.S. Air Force |
| ----------------------------------------------- | --- | ----------------------------------------------- | ----------------------------------------------- | ----------------------------------------------- |
|                                                 | Vorsitzender des Generalstabs der U.S. Air Force (CSAF) | Gen David W. Allvin, USAF                       |                                                 | 3. November 2023                                |
|                                                 | Stellv. Vorsitzender des Generalstabs der U.S. Air Force (VCSAF) | vakant                                          |                                                 |                                                 |
| Hauptkommandos der U.S. Air Force               | |                                                 |                                                 |                                                 |
|                                                 | Befehlshaber Air Combat Command (ACC) | Gen Kenneth S. Wilsbach, USAF                   |                                                 | 29. Februar 2024                                |
|                                                 | Befehlshaber Air Force Global Strike Command (AFGSC) | Gen Thomas A. Bussiere, USAF                    |                                                 | 7. Dezember 2022                                |
|                                                 | Befehlshaber Air Force Materiel Command (AFMC) | Gen Duke Z. Richardson, USAF                    |                                                 | 13. Juni 2022                                   |
|                                                 | Befehlshaber Air Mobility Command (AMC) | Gen John D. Lamontagne, USAF                    |                                                 | 5. Oktober 2021                                 |
|                                                 | Befehlshaber Pacific Air Forces (PACAF), Air Component Commander for U.S. Pacific Command und Executive Director, Pacific Air Combat Operations Staff (PACOPS)                              | Gen Kevin Schneider, USAF                       |                                                 | 9. Februar 2024                                 |
|                                                 | Befehlshaber United States Air Forces in Europe – Air Forces Africa (USAFE–AFAFRICA), Allied Air Command Ramstein (AIR-COM Ramstein) und Direktor Joint Air Power Competence Centre (JAPCC) | Gen James B. Hecker, USAF                       |                                                 | 27. Juni 2022                                   |

#### Space Force
| Insigne                                           | Dienststellung                                                    | Name                                              | Bild                                              | seit                                              |
| Vorsitzende des Generalstabs der U.S. Space Force | Vorsitzende des Generalstabs der U.S. Space Force                 | Vorsitzende des Generalstabs der U.S. Space Force | Vorsitzende des Generalstabs der U.S. Space Force | Vorsitzende des Generalstabs der U.S. Space Force |
| ------------------------------------------------- | ----------------------------------------------------------------- | ------------------------------------------------- | ------------------------------------------------- | ------------------------------------------------- |
|                                                   | Vorsitzender des Generalstabs der U.S. Space Force (CSO)          | Gen B. Chance Saltzman, USSF                      |                                                   | 2. November 2022                                  |
|                                                   | Stellv. Vorsitzender des Generalstabs der U.S. Space Force (VCSO) | Gen Michael Guetlein, USSF                        |                                                   | 21. Dezember 2023                                 |

### Heimatschutzministerium

#### Küstenwache
| Insigne | Dienststellung                          | Name                   | Bild | seit            |
| ------- | --------------------------------------- | ---------------------- | ---- | --------------- |
|         | Kommandant der U.S. Coast Guard         | Adm Kevin Lunday, USCG |      | 21. Januar 2025 |
|         | Stellv. Kommandant der U.S. Coast Guard | vakant                 |      |                 |

### Ministerium für Gesundheitspflege und Soziale Dienste
| Insigne | Dienststellung                         | Name   | Bild | seit            |
| ------- | -------------------------------------- | ------ | ---- | --------------- |
|         | Stellvertretende Gesundheitsministerin | vakant |      | 20. Januar 2025 |

## Gesetzliche Rahmenbestimmungen
Die gesetzliche Grundlage für Streitkräfte betreffende Angelegenheiten bildet der United States Code, in dem das allgemeine und permanente Bundesrecht der Vereinigten Staaten kodifiziert ist.

### Anzahl der Dienststellungen
Bestimmte Dienststellungen – namentlich der Vorsitzende des Generalstabs des Heeres, der Vorsitzende des Generalstabs der Luftwaffe, der Stabschef der Marine, die Kommandanten der Marineinfanterie und der Küstenwache sowie deren Stellvertreter – sind grundsätzlich immer einem Viersternegeneral/-admiral vorbehalten. Gleiches gilt für den Stabschef der Nationalgarde und den Stellvertretenden Gesundheitsminister (sofern das Amt nicht zivil besetzt wird).
Der United States Code limitiert die Anzahl gleichzeitig im aktiven Dienst befindlicher Offiziere im Range eines Generals bzw. Admirals. Die Gesamtzahl aller Offiziere der Generalität ist für das Heer auf 230, für die Marine auf 162, für die Luftwaffe auf 208 und für die Marineinfanterie auf 60 begrenzt, wobei in Heer, Marine und Luftwaffe maximal 25 % der Offiziere in Generals-/Admiralsrängen mehr als zwei Sterne tragen dürfen. Die Gesamtzahl erlaubter 4-Sterne-Offiziere liegt im Heer bei 7, in der Marine bei 6, in der Luftwaffe bei 9 und in der Marineinfanterie bei 2.
Allerdings existieren zu diesen Bestimmungen einige Ausnahmen. So zählen etwa der Vorsitzende des Vereinigten Generalstabs und sein Stellvertreter nicht zum Kontingent ihrer jeweiligen Teilstreitkraft, ebenso wenig der Stabschef der Nationalgarde und der Direktor der National Security Agency. Darüber hinaus kann der Verteidigungsminister bis zu 20 zusätzliche Stabspositionen schaffen, zu denen beispielsweise die Oberkommandierenden der Regional- und Funktionalkommandos, der Befehlshaber der U.S. Forces Korea sowie der Stellvertretende Oberkommandierende des U.S. European Command gehören, Letzterer allerdings nur, sofern sein Vorgesetzter gleichzeitig als Supreme Allied Commander Europe dient und die Position überhaupt mit einem Angehörigen der US-Streitkräfte (und nicht mit einem Angehörigen der Streitkräfte eines NATO-Partners) besetzt wird.
Des Weiteren ist der Präsident berechtigt, die Begrenzungen für Angehörige der Generalität einzelner Teilstreitkräfte zu verändern, sofern er sie bei einer anderen Teilstreitkraft entsprechend kompensiert; zudem darf er im Kriegsfall oder im Falle des nationalen Notstands außerplanmäßige Positionen schaffen, zuletzt geschehen nach den Terroranschlägen vom 11. September 2001, als George W. Bush Befehlshaber für die Einsätze im Irak und in Afghanistan ernannte.

### Nominierung
Der Rang eines 4-Sterne-Offiziers ist grundsätzlich mit einer der dafür ausgewiesenen Dienststellungen verknüpft und darüber hinaus zeitlich befristet (→ vgl. hierzu Ruhestand). Kandidaten werden auf Vorschlag des Verteidigungsministeriums vom Präsidenten nominiert, der Senat muss die Nominierung mit einfacher Mehrheit bestätigen. Soll ein General/Admiral in eine andere Dienststellung versetzt werden, ist eine erneute Nominierung nötig, ebenso die erneute Bestätigung durch den Senat.
Bei Beförderungen in den Generals- bzw. Admiralsrang dürfen prinzipiell auch Dienstgrade übersprungen werden, Kandidaten müssen also nicht zwingend den Rang eines Generalleutnants bzw. Vizeadmirals (3 Sterne), mindestens aber den eines Brigadegenerals bzw. Flottillenadmirals (1 Stern) innehaben.
Ist eine Nominierung umstritten, stimmt der Senat üblicherweise nicht gegen den Kandidaten, sondern lässt die Frist ohne Abstimmung auslaufen. Dass der Senat einem Kandidaten seine Zustimmung verweigert, ist selten, kommt aber – oft politischen Skandalen geschuldet – vor. So wurde beispielsweise Generalleutnant Ricardo Sánchez (USA) 2004 infolge des Folterskandals von Abu Ghuraib der Oberbefehl über das U.S. Southern Command und die damit verbundene Beförderung zum General verwehrt; 2007 blieb General Peter Pace (USMC) nach umstrittenen Äußerungen über Homosexuelle in den Streitkräften eine (sonst übliche) zweite Amtszeit als Vorsitzender des Vereinigten Generalstabs versagt.

### Amtszeit
Die Amtszeit der meisten 4-Sterne-Dienststellungen beträgt drei Jahre, allerdings gelten auch hier Ausnahmen:
- Der Vorsitzende des Vereinigten Generalstabs und sein Stellvertreter dienen zwei Jahre und dürfen zweimal wiedergewählt werden, ihr Amt also über insgesamt sechs Jahre ausüben; üblich ist eine Dienstzeit von vier Jahren.

- Die Vorsitzenden der Generalstäbe der Teilstreitkräfte dienen eine vier Jahre dauernde Amtszeit.

- Die Stellvertretenden Vorsitzenden der Generalstäbe der Teilstreitkräfte dienen nominell ebenfalls eine Amtszeit von vier Jahren, werden in der Regel aber nach ein oder zwei Jahren neu in ihrem Amt bestätigt. Die Amtszeit des Stellvertretenden Kommandanten des Marine Corps beträgt dagegen nur zwei Jahre.

- Die Amtszeiten des Stabschefs des Amts der Nationalgarde und des Kommandanten der Küstenwache betragen vier Jahre.

- Der Stellvertretende Gesundheitsminister amtiert nominell ebenfalls vier Jahre; da das Amt aber nicht zwingend militärisch, sondern auch zivil besetzt werden kann, unterliegt die Länge der Amtszeit oft politischen Umständen.[14]

- Der Direktor des Naval Nuclear Propulsion dient nominell acht Jahre in dieser Funktion.

### Besoldung
Der Grundsold für Generale und Admirale ist auf monatlich $ 15.125,10 festgesetzt, entsprechend der US-Soldstufe O-10; der tatsächliche Verdienst aber ist gestaffelt nach der Zahl der Dienstjahre und darüber hinaus abhängig von der Art der Dienststellung. So steigt etwa der Sold auf bis zu $ 19.762,50 für Offiziere mit mehr als 38 Jahren im aktiven Dienst, hinzu kommen außerdem mögliche Zulagen für den Einsatz im Ausland (in der Regel $ 250 pro Monat) und in Krisenregionen (je nach Art des Einsatzes zwischen $ 150 und $ 225).
Der Grundsold für die Vorsitzenden des Vereinigten Generalstabs, die Vorsitzenden der Generalstäbe der Teilstreitkräfte sowie die Oberbefehlshaber der teilstreitkraftübergreifenden Regional- und Funktionalkommandos liegt dagegen mit $ 21.147,70 deutlich höher.
Als Pension stehen Angehörigen der US-Streitkräfte für 20 Jahre des aktiven Diensts 50 % ihres Solds zu, für jedes darüber hinausgehende Jahr werden 2,5 % addiert. Das führt dazu, dass sie ab einer Dienstzeit von 40 Jahren auch im Ruhestand weiterhin ihre vollen Bezüge erhalten.

### Ruhestand
Generale und Admirale sind verpflichtet, spätestens einen Monat nach ihrem 64. Geburtstag oder aber nach 40 Jahren des aktiven Diensts in den Ruhestand zu treten, sofern sie nicht für eine weitere, über diese Grenzen hinausgehende Amtszeit nominiert werden. Der Verteidigungsminister kann die Altersgrenze bis zum Eintritt in den Ruhestand im Bedarfsfall bis zum 66., der Präsident sogar bis zum 68. Geburtstag eines Offiziers hinausschieben.
So hätte beispielsweise James Amos – geboren 1946, von 2008 an zunächst Stellvertretender Kommandant des Marine Corps und seit 1970 im aktiven Dienst – 2010 zum Ende seiner zweijährigen Amtszeit in den Ruhestand gehen müssen, wurde stattdessen aber als Kommandant des Marine Corps nominiert und bestätigt. Am Ende seiner vierjährigen Dienstzeit in dieser Stellung war er 67 Jahre alt und 44 Jahre in den Streitkräften aktiv.
Grundsätzlich sind militärische Ränge mit drei und vier Sternen in den US-Streitkräften zeitlich befristet. Um den Dienstgrad eines Generals/Admirals auch nach dem Ausscheiden aus dem aktiven Dienst weiterhin tragen zu dürfen und die entsprechende Pension zu erhalten, müssen Offiziere den Rang mindestens drei Jahre lang in entsprechenden Dienststellungen  bekleidet haben. Erreichen sie diese drei Jahre nicht, werden sie mit Eintritt in den Ruhestand auf den Rang zurückgestuft, in dem sie diese Dienstzeit zuletzt erreicht haben (höchstens aber auf den eines Generalmajors).
Scheidet ein General/Admiral aus seiner aktuellen Position aus, muss er vom Präsidenten innerhalb von 60 Tagen für eine andere nominiert und vom Senat bestätigt werden. Ist die neue Dienststellung bis zum Ablauf der Frist noch nicht frei oder findet sich keine neue Verwendung, wird er auch vor Erreichen des 65. Lebensjahrs in den Ruhestand versetzt.

### Zusammensetzung des Vereinigten Generalstabs
Der Vereinigte Generalstab (Joint Chiefs of Staff, kurz: JCS) ist ein Gremium bestehend aus den Befehlshabern der einzelnen Teilstreitkräfte. Neben dem Vorsitzenden und seinem Stellvertreter gehören ihm auch der Vorsitzende des Generalstabs der Army, der Stabschef der Marineoperationen, der Vorsitzende des Generalstabs der Air Force, der Kommandant des Marine Corps und der Stabschef des Amts der Nationalgarde an. Der Kommandant der Küstenwache ist dagegen wegen des nicht eindeutig als militärisch klassifizierten Aufgabenbereichs seiner Behörde nicht Mitglied des Stabes.

### Protokollarische Rangordnung
Die Order of Precedence, die protokollarische Rangordnung unter Generalen und Admiralen, wird in Abstimmung mit dem US-Präsidenten von dessen Protokollchef im Außenministerium der Vereinigten Staaten festgelegt:
- An erster Stelle steht der Vorsitzende des Vereinigten Generalstabs, gefolgt von seinem Stellvertreter;
- daran anschließend die Vorsitzenden der Generalstäbe der Teilstreitkräfte sowie die Kommandanten des Marine Corps und der Küstenwache,
- die Oberbefehlshaber der teilstreitkraftübergreifenden Regional- und Funktionalkommandos,
- der Stabschef der Nationalgarde,
- der Befehlshaber der US-Streitkräfte in Afghanistan,
- die Stellvertretenden Generalstabsvorsitzenden der Teilstreitkräfte bzw. die Stellvertretenden Kommandanten des Marine Corps und der Küstenwache,
- dann die Inhaber der verbliebenen Dienststellungen.

Innerhalb dieser „Gruppierungen“ wird die Rangfolge sortiert nach der Länge der Dienstzeit, während derer die Offiziere ihre Position bereits innehaben („Anciennität“).

## Trivia
- Die erste Frau, die in den US-Streitkräften den Rang eines Generals bekleidete, war Ann Dunwoody (USA), die zwischen November 2008 und Juni 2012 auf Vorschlag des damaligen Präsidenten George W. Bush das U.S. Army Materiel Command leitete.[22] Ihr folgten mit Janet Wolfenbarger als Befehlshaberin des Air Force Materiel Command im Juni 2012 der erste weibliche General in Diensten der U.S. Air Force[23] und mit Michelle Howard, die im Juli 2014 die Position der Stellvertretenden Stabschefin für Marineoperationen antrat, der erste weibliche Admiral.[24] Die erste Frau an der Spitze eines der teilstreitkraftübergreifenden Regional- oder Funktionalkommandos war Lori Robinson (USAF), die im Mai 2016 das Kommando über das USNORTHCOM übernahm.[25]
- Erster afroamerikanischer General der Streitkräfte war Roscoe Robinson (USA), der die Vereinigten Staaten zwischen 1982 und 1985 im NATO-Militärausschuss vertrat, bislang einziger afroamerikanischer Vorsitzender des Vereinigten Generalstabs der spätere US-Außenminister Colin Powell (USA), als Generalstabschef im Amt von 1989 bis '93.[26][27]
- Als erster General asiatischer Abstammung kommandierte Eric Shinseki (USA) von 1997 an die US Army Europe, die Allied Land Forces Central Europe der NATO und die Stabilization Force (SFOR) in  Bosnien und Herzegowina und diente anschließend ab 1998 zunächst als Stellvertretender Vorsitzender, von 1999 bis 2003 dann als Vorsitzender des Generalstabs der U.S. Army. Nach Ende seiner Dienstzeit war Shinseki von 2009 bis 2014 Kriegsveteranenminister im Kabinett Barack Obamas.
- Der General mit der längsten Dienstzeit in den Streitkräften überhaupt war Lewis Hershey (USA), der sich 1911 im Alter von 18 Jahren zunächst der Army National Guard des Bundesstaates Indiana verpflichtete und ab Beginn des Ersten Weltkrieges in der U.S. Army diente. Hershey fungierte von 1970 an im Range eines Generals als Direktor des Selective Service System und wurde 1973 im Alter von 79 Jahren – nach 62 Jahren des aktiven Diensts – in den Ruhestand versetzt.[28]
- Theoretisch existieren in den US-Streitkräften (informell) auch Ränge mit 5 und sogar 6 Sternen, faktisch verliehen wurden sie allerdings bislang nur in Kriegszeiten oder aber ehrenhalber. Der offizielle Titel eines Fünfsternegenerals lautet General of the Army (für die U.S. Army; insgesamt fünfmal vergeben, zuletzt 1950 an Omar N. Bradley) bzw. Fleet Admiral (für die U.S. Navy; insgesamt viermal vergeben, zuletzt 1945 an William F. Halsey) und General of the Air Force (für die U.S. Air Force; nur einmal vergeben, nämlich 1949 an Henry H. Arnold).[29] 1919 wurde John J. Pershing für seine Verdienste als Oberbefehlshaber im Ersten Weltkrieg zum General of the Armies of the United States ernannt; das entsprach dem späteren Fünfsternegeneral, als Rangabzeichen trug er allerdings keine fünf, sondern vier goldene statt der sonst üblichen silbernen Sterne. Ebendieser Rang des General of the Armies of the United States wurde 1976 anlässlich der Feierlichkeiten zum 200. Jahrestag der amerikanischen Unabhängigkeit als Sechssternegeneral eigens für George Washington neu geschaffen und ihm in diesem Rahmen posthum verliehen.[30]